# Eucereon hoegei
Eucereon hoegei là một loài bướm đêm thuộc phân họ Arctiinae, họ Erebidae.